# Дъмфрийс (Шотландия)
Вижте пояснителната страница за други значения на Дъмфрийс.
Дъмфрѝйс
(на английски: Dumfries, на гаелски Dùn Phris, произнася се [dəmˈfriːs]) е град в Южна Шотландия.

## География
Дъмфрийс е главен административен център на област Дъмфрийс анд Голоуей. Градът е разположен на река Нит на около 5 км от брега на залива Солуей, в който се влива реката. Население 30 970 жители от преброяването през 2004 г.

## История
Гаелското название Dùn Phris означава „форт“, „укрепление“ или „хребет на гъсталака“. Дъмфрийс е признат за град през 1186 г. През първите 50 години след обявяването му за град той е в авангарда на Шотландските граници до сливането с Голоуей през 1234 г. През 13 век е бил построен замък, който вече не съществува, а днес на неговото място е паркът „Касълдайкс Парк“.

## Архитектурни забележителности
- Църквата „Грейфрайърс“
- Фонтанът на улица „Хай Стрийт“
- Сградата на академията
- Мостът „Дивъркуила“ над река Нит

## Спорт
Представителният футболен отбор на града носи името „ФК Куийн ъф дъ Саут“. Дългогодишен участник е в Шотландската Първа дивизия. През 2000 г. е основан и аматьорският футболен отбор ФК Дъмфрийс.

## Личности родени в Дъмфрийс
- Джон Лори (1897 – 1980), артист и киноартист
- Алън Макниш (р.1969), автомобилен състезател и пилот от Формула 1
- Джейн Хейнинг (?-1944), мисионерка, загинала във фашисткия лагер в Аушвиц
- Били Хулистън (1921 – 1999), шотландски футболист-национал

## Личности починали в Дъмфрийс
- Чарлс Дойл (1832 – 1893), британски художник
- Робърт Бърнс (1759 – 1796), шотландски поет
- Хектър Монроу (1922 – 2006), шотландски политик

## Побратимени градове
- Анаполис, Мериленд, САЩ
- Гифхорн, Германия
- Канту, Италия
- Пасау, Германия